# Charge sédimentaire

Des cours d'eau comme celui-ci transportent des matériaux solides en raison de l'érosion.

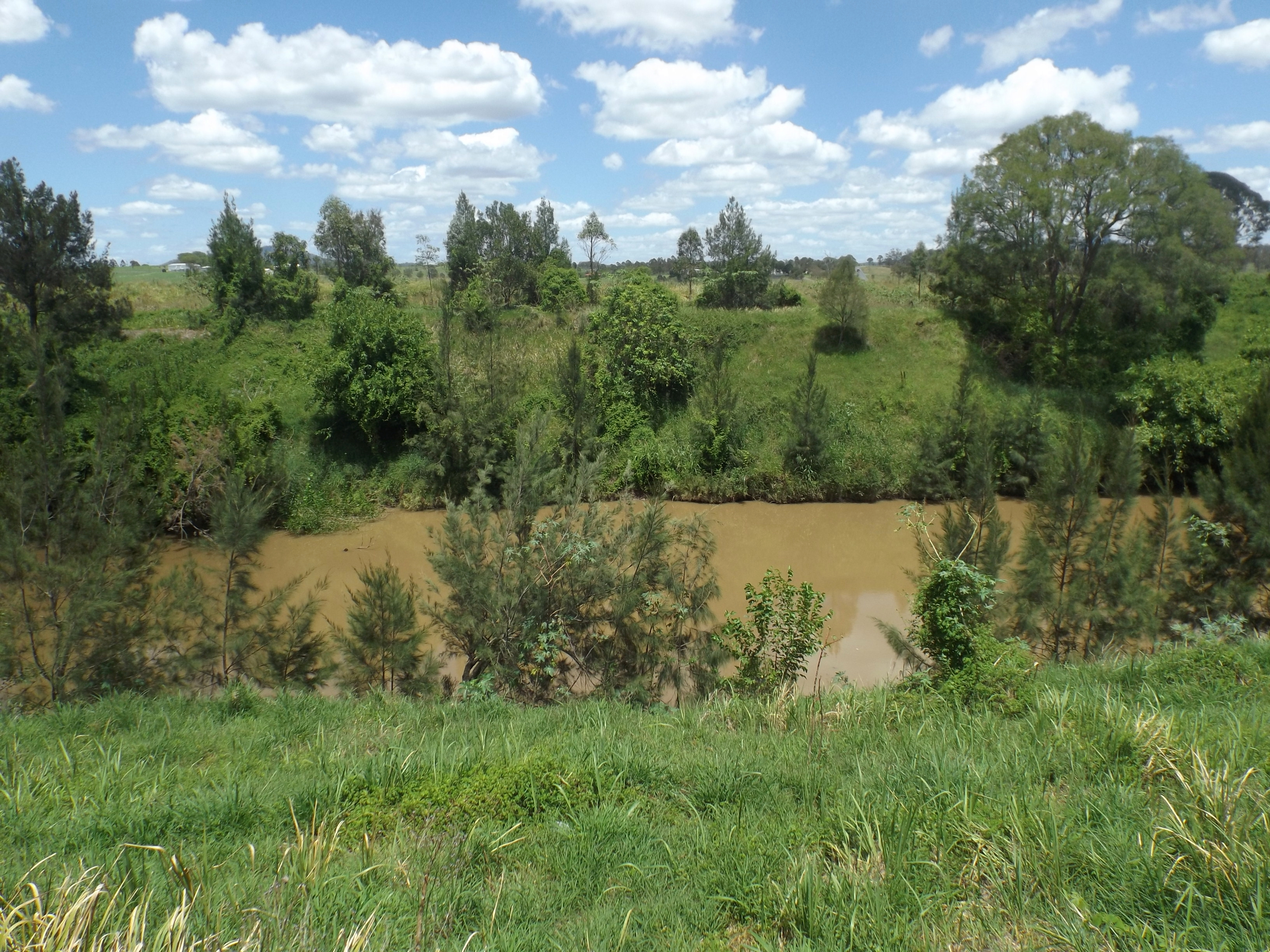
Niveau élevé de sédiments dans le Logan (Queensland, Australie) en raison de l'activité orageuse

La charge sédimentaire d'un cours d'eau est en termes géologiques la matière solide transportée par un cours d'eau (Strahler et Strahler, 2006). L'érosion et la contrainte de cisaillement du lit enlèvent continuellement les matières minérales du lit et des berges du canal du cours d'eau, ajoutant ces matières au débit régulier de l'eau. La quantité de charge solide qu'un cours d'eau peut transporter, ou sa capacité, est mesurée en tonnes métriques par jour, passant à un endroit donné. La capacité du cours d'eau dépend de la vitesse du cours d'eau, de la quantité de débit d'eau et de la pente hydraulique (parce que les cours d'eau qui se produisent sur des pentes plus raides ont tendance à avoir un débit et une vitesse plus élevés) (Strahler et Strahler, 2006).

## Types d'érosion fluviale
Il existe deux sources principales d'érosion fluviale: l'action hydraulique et l'abrasion. Tous les matériaux ajoutés à l'écoulement normal des cours d'eau à travers ces processus augmentent la charge globale du cours d'eau (Strahler et Strahler, 2006).

### Action hydraulique
L'action hydraulique décrit l'érosion causée par l'entrainement de l'eau sur le lit et la berge. Cette traînée, associée à l'impact de petits groupes, détache et érode facilement les matières alluviales plus petites, telles que le gravier, le sable, le limon et l' argile (Mangelsdorf, 1990). Un exemple puissant d'action hydraulique est l'érosion des berges, qui se produit normalement lorsqu'un ruisseau ameublit des sédiments et coupe un talus. Par conséquent, de grandes masses de sédiments s'affaissent et s'effondrent dans le cours d'eau, ce qui augmente considérablement la charge du cours d'eau (Strahler et Strahler, 2006). La gravité de l'action hydraulique augmente avec la vitesse du courant et la charge actuelle du courant.

### Abrasion
L'abrasion se produit lorsque de plus grosses particules de roche roulent et heurtent les parois rocheuses, s'écaillant et éclatant des particules et des morceaux de roche (Strahler et Strahler). Au fur et à mesure que ces galets et ces rochers roulent sur le lit du cours d'eau, ils continuent d'écraser et de broyer le substrat rocheux, produisant un assortiment de tailles de roches érodées (Ritter, 2006). Là encore, la gravité de ce type d'érosion dépend de la vitesse et de la charge du cours d'eau (c'est-à-dire de la présence de particules de roche plus grosses). .

## Types de charge de flux
Les matériaux minéraux de différentes formes et tailles de particules s'érodent et contribuent à la charge globale du flux. Les différences de taille de ces matériaux déterminent la manière dont ils seront transportés en aval. La charge fluviale est divisée en trois types: charge dissoute, charge en suspension et charge de fond (Ritter, 2006).

### Charge dissoute
La matière dissoute est invisible et est transportée sous forme d'ions chimiques. Tous les flux transportent un certain type de charge dissoute. Ce type de charge peut résulter d'une altération minérale due à l'érosion chimique ou peut même être le résultat d'une infiltration d'eau souterraine dans le cours d'eau. Les matériaux constituant la charge dissoute ont la plus petite taille de particule des trois types de charge (Strahler et Strahler, 2006).

### Charge en suspension
La charge en suspension ou débit solide en suspension est composée de fines particules de sédiments en suspension et transportées dans le cours d'eau. Ces matériaux sont trop gros pour être dissous, mais trop petits pour reposer sur le lit du ruisseau (Mangelsdorf, 1990). L'écoulement des cours d'eau empêche ces matières en suspension, telles que l'argile et le limon, de se déposer sur le lit du cours d'eau. La charge en suspension est le résultat de l'érosion des matériaux par l'action hydraulique à la surface du cours d'eau bordant le canal ainsi que de l'érosion du canal lui-même. La charge en suspension représente la plus grande partie de la charge d'un cours d'eau (Strahler et Strahler, 2006).

### Charge de fond
La charge de fond roule lentement le long du fond du cours d'eau. Celle-ci comprend les matériaux les plus gros et les plus lourds du ruisseau, allant du sable et du gravier aux galets et aux rochers. Il existe deux manières principales de transporter la charge de fond: la traction et la saltation. La traction décrit le glissement et le roulement des particules le long du lit (Ritter, 2006). Dans le transport de charges fluviales, la saltation est un mouvement semblable à un rebond, qui se produit lorsque de grosses particules sont suspendues dans le courant sur une courte distance, après quoi elles tombent sur le lit, délogeant les particules de leur logement. Les particules délogées se déplacent en aval sur une courte distance où elles tombent sur le fond, relâchant à nouveau les particules de charge de fond lors de l'impact (Ritter, 2006).

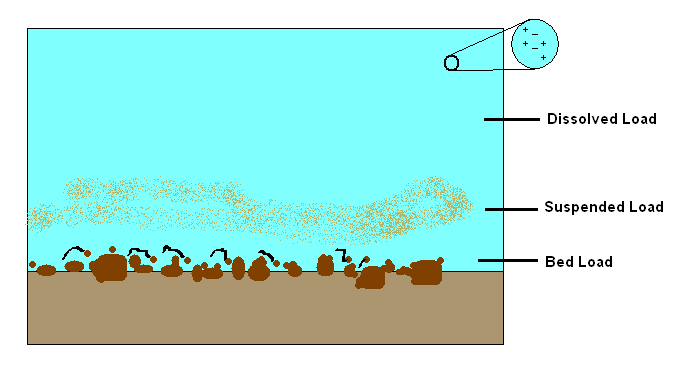
La charge dissoute et en suspension, se déplace avec le débit naturel du cours d'eau, tandis que la charge de fond plus lourde roule sur le fond du cours d'eau.

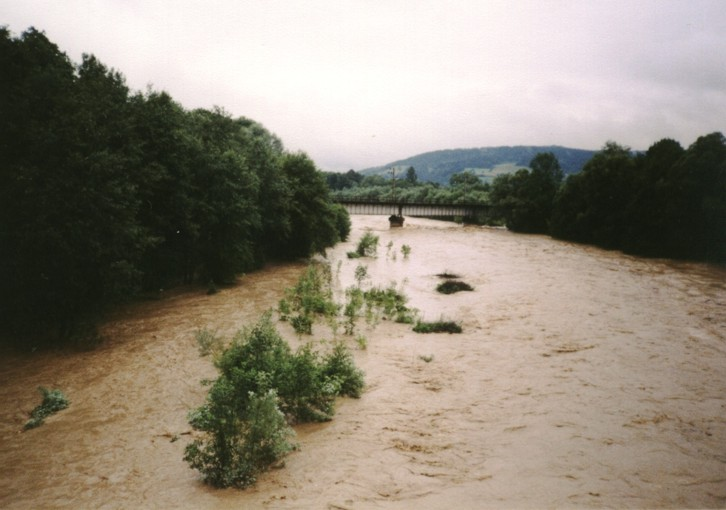
Une charge en suspension accrue donne à ce ruisseau inondé sa couleur boueuse.

## Charge d'inondation et de flux
Les inondations créent un scénario dans lequel le débit et la vitesse des cours d'eau sont inhabituellement élevés en raison de l'ajout radical d'eau à un cours d'eau. Ces caractéristiques accrues augmentent à la fois le potentiel d'érosion des cours d'eau et accroissent la charge(Knighton, 1998). Les cours d'eau inondés sont souvent responsables du transport de sédiments lourds et des dépôts en aval. La capacité des cours d'eau est considérablement augmentée lors d'une crue (Knighton, 1998). Lors d'une inondation, une charge en suspension accrue peut être visible, donnant au cours d'eau une couleur boueuse.

## Voir également
- Nombre de Rouse
- Sédiment
- Transport de sédiments
- Charge de ruissellement